# Tragedia di Furiani
La tragedia di Furiani (in corso A tragedia di Furiani, in francese Catastrophe de Furiani) è una strage calcistica avvenuta a Furiani nei pressi di Bastia, in Corsica, il 5 maggio 1992 allo stadio Armand Cesari, durante la semifinale della Coppa di Francia 1991-1992 tra l'SC Bastia e Olympique Marsiglia.

## Fatti
In occasione della semifinale di Coppa di Francia del 1992 la società locale, il Bastia, voleva aumentare del 50% la capacità del proprio stadio, in una sfida che valeva un pezzo di stagione; l'avversario era l'Olympique Marsiglia, in quel momento la squadra più forte del campionato francese con 4 titoli consecutivi vinti. L'eventuale vittoria nella coppa federale avrebbe garantito al club corso l'accesso alla Coppa delle Coppe. Le autorità locali accolsero la richiesta, costruendo una tribuna provvisoria di 10 000 posti e togliendo le recinzioni.
Prima della gara la suddetta tribuna crollò, causando la morte di 18 persone e 2 357 feriti: di conseguenza venne deciso di non giocare la partita. Successivamente la Federcalcio francese decise, in segno di lutto e d'accordo con le società, di non recuperare la sfida né di giocare la finale (a cui si era già qualificato il Monaco) in programma al Parco dei Principi di Parigi, annullando l'edizione.

## Vittime
Le diciotto vittime furono:
- Antoine Angelini (38 anni), capo della sezione dei vigili del fuoco di Moriani di San Nicolao.
- Guy Brunel
- Marie Pierre Campana nata Clement
- André Casta
- Alexandra Drillaud
- Jean Baptiste Dumas, giornalista di RTL.
- Antoine Geromini (72 anni), segretario comunale del comune di Calacuccia.
- Thierry Giampietri
- Dominique Giannoni (47 anni).
- Santa Grimaldi (15 anni), studentessa.
- Jean Pierre Guidicelli, tecnico di Radio France.
- Cedric Lalliat
- Lucien Marsicano
- Christian Mattei (26 anni)
- Michel Mortier (47 anni), tecnico di Radio France.
- Marie Laure Ottaviani nata Guerrieri
- Patrick Rao
- Michel Vivarelli

## Il seguito
Il 4 gennaio 1994 cominciò il processo: per la tragedia furono incolpate dal pm di Bastia Jean-Pierre Rousseau 18 persone di omicidio e ferite involontarie, ma 5 furono prosciolte con non luogo a procedere. Il 23 febbraio dello stesso anno la camera criminale della Corte di Cassazione francese confermò le condanne. Il 2 aprile arrivarono le condanne definitive:
- Jean-Marie Boimond e Michel Lorenzi vennero condannati a 2 anni di carcere
- Étienne Galéazzi, Ange Paolacci, Yvon Bartolini, Bernard Rossi, Luc Pilard e Michel Cagnion vennero condannati a pene inferiori a 2 anni di carcere.

Successivamente lo stadio cominciò ad essere ristrutturato per evitare altre stragi. La costruzione venne completata nel 1996, con una capienza di 18 000 spettatori.

## Ricordo
Alcuni musicisti corsi hanno dedicato alcune canzoni alla tragedia, I Muvrini hanno dedicato Perdunateci o ma, i A Stantara hanno dedicato alla tragedia So cascati e i Chjami Aghjalesi hanno dedicato Maghju.